# Symploce sudanica
Symploce sudanica är en kackerlacksart som beskrevs av Rehn, J. A. G. 1926. Symploce sudanica ingår i släktet Symploce och familjen småkackerlackor. Inga underarter finns listade i Catalogue of Life.